# Surrey (Dakota del Nord)
Surrey és una població dels Estats Units a l'estat de Dakota del Nord. Segons el cens del 2000 tenia 917 habitants.

## Demografia
Segons el cens del 2000, Surrey tenia 917 habitants, 307 habitatges, i 260 famílies. La densitat de població era de 365 hab./km².
Dels 307 habitatges en un 53,4% hi vivien nens de menys de 18 anys, en un 66,4% hi vivien parelles casades, en un 13% dones solteres, i en un 15% no eren unitats familiars. En el 12,4% dels habitatges hi vivien persones soles el 2,6% de les quals corresponia a persones de 65 anys o més que vivien soles. El nombre mitjà de persones vivint en cada habitatge era de 2,99 i el nombre mitjà de persones que vivien en cada família era de 3,24.
Per edats la població es repartia de la següent manera: un 34,5% tenia menys de 18 anys, un 6,8% entre 18 i 24, un 34,5% entre 25 i 44, un 19,3% de 45 a 60 i un 5% 65 anys o més.
L'edat mediana era de 32 anys. Per cada 100 dones de 18 o més anys hi havia 99,7 homes.
La renda mediana per habitatge era de 43.403 $ i la renda mediana per família de 46.250 $. Els homes tenien una renda mediana de 29.688 $ mentre que les dones 19.375 $. La renda per capita de la població era de 14.679 $. Entorn del 5,5% de les famílies i el 5,9% de la població estaven per davall del llindar de pobresa.

## Poblacions més properes
El següent diagrama mostra les poblacions més properes.